# Borowa (województwo lubelskie)
Borowa – wieś w Polsce położona w województwie lubelskim, w powiecie puławskim, w gminie Puławy. Leży u ujścia Wieprza do Wisły. Przez wieś przebiega droga wojewódzka nr 801. Położona jest w Dolinie Środkowej Wisły.
Wieś stanowi sołectwo gminy Puławy. Według Narodowego Spisu Powszechnego z roku 2011 wieś liczyła 533 mieszkańców.

## Historia
Wieś wzmiankowana była w XVI wieku jako wieś szlachecka.
Według informacji ze Słownika Geograficznego Królestwa Polskiego (tom I, 1880) Borowa była wsią i folwarkiem w powiecie nowoaleksandryjskim, gminie i parafii Gołąb.
Do 1954 roku wieś leżała w gminie Gołąb.
W latach 1954–1958 wieś należała i była siedzibą władz gromady Borowa, po jej zniesieniu w gromadzie Gołąb. W latach 1975–1998 miejscowość należała administracyjnie do ówczesnego województwa lubelskiego.
W 2023 roku patronką miejscowej szkoły podstawowej została sanitariuszka Armii Krajowej Danuta Siedzikówna „Inka”.